# Campiglossa igori
Campiglossa igori este o specie de muște din genul Campiglossa, familia Tephritidae, descrisă de Valery Korneyev în anul 1990. Conform Catalogue of Life specia Campiglossa igori nu are subspecii cunoscute.